# بيل بيلي (سياسي)
بيل بيلي (بالإنجليزية: Bill Bailey)‏ هو سياسي أمريكي، ولد في 1 أغسطس 1948. حزبياً، نشط في الحزب الديمقراطي. وقد انتخب عضو مجلس نواب إنديانا.